# Jacques Pellegrin
Jacques Pellegrin, född den 17 juni 1944 i Aix en Provence, död 7 april 2021, var en fransk konstnär.

## Biografi
Porträtt, landskaps- och stillebenmålaren Jacques Pellegrin började måla redan vid åtta års ålder. Vid elva år tilldelades han  ett första pris av staden  Aix en Provence.
Hans stil följde först den klassiskt realistiska strömningen, men sedan han upptäckt impressionismen blev den hans influens fram till 1970.
Efter studier till översättare/tolk i München avlade han en fil. kand.-examen i tyska i Aix en Provence.  Undervisningen lämnades snart  till förmån för det fria och osäkra  livet som konstnär. Han utforskade expressionismen och från och med 1980 har han helt och hållet ägnat sig åt måleriet.
Jacques Pellegrin är influerad av fauvismen och den franska expressionismen med Vincent van Gogh samt André Derain, Albert Marquet, Kees van Dongen, Henri Matisse, men även  av Provence- och Marseilleskolan: Auguste Chabaud, Louis-Mathieu Verdilhan, Pierre Ambrogiani.
Hans huvudsakliga  och fundamentala riktlinje: måla  och  skildra  sin epok, sin tid. Han använder oftast  starka och varma färger  och omger sina figurer med  svarta, täta  konturer. Varje målning berättar en historia, en anekdot, ett minne.  Samtidigt  är  Jacques Pellegrin stadigt förankrad i sin samtid och  när han framkallar det förflutna gör han det utan nostalgi, men med tillgivenhet.
Han är nu erkänd och omnämnd i Bénézits konstnärslexikon  1999 och 2006.

## Utställningar
- 1967 : Aix-en-Provence (Frankrike), Galerie La Provence Libérée
- 1969 : Aix-en-Provence (Frankrike), Galerie La Provence Libérée
- 1972 : Aix-en-Provence (Frankrike), Galerie des Cardeurs
- 1977 : Marseille (Frankrike), Galerie Le Tigre de Papier
- 1978 : Aix-en-Provence (Frankrike), Galerie Les Amis des Arts
- 1980 : Marseille (Frankrike), Galerie Mary
- 1983 : Aix-en-Provence (Frankrike), Galerie du Belvédère
- 1984 : Toulon (Frankrike), Galerie du Var Matin
- 1986 : Marseille (Frankrike), Galerie La Poutre
- 1989 : Marseille (Frankrike), Galerie Chaix Bryan
- 1990 : Marseille (Frankrike), Galerie Forum Ars-Galicana
- 1991 : Marseille (Frankrike), Galerie Sylvestre
- 1993 : Ajaccio (Frankrike), Galerie La Marge
- 1993 : Lyon (Frankrike), Galerie Auguste Comte
- 1994 : Marseille (Frankrike), Galerie Montgrand
- 1995 : Ajaccio (Frankrike), Galerie La Marge
- 1995 - 1998 : Lyon (Frankrike), Galerie des Brotteaux
- 1997 : Aubenas (Frankrike), Château d'Aubenas
- 1998 : Saint-Rémy-de-Provence (Frankrike), Galerie à l'Espace des Arts
- 2000 : Châteauneuf-le-Rouge, Musée Arteum
- 2001 : London (England), Summer's Arts Gallery
- 2001 : Tübingen (Tyskland), Casula Gallery
- 2005 - 2006 : Aix-en-Provence (Frankrike), Casula Gallery
- 2006 : Bryssel (Belgien), Lyon (Frankrike), Saint-Rémy-de-Provence, (Frankrike) Galerie à l'Espace des Arts
- 2006 : Milano (Italien), Casula Gallery
- 2008 : Dubai (Emirat), Art Phui
- 2009 : Marseille (Frankrike), Galerie Art 152
- 2009 : Bryssel (Belgien), Galerie à l'Espace des Arts
- 2009 - 2010 : Dubai (Emirat), The Mojo Gallery
- 2010 : Casablanca (Marocko), Galerie Au 9
- 2010 : Saint-Rémy-de-Provence, Musée Jouenne
- 2011 : Marrakech (Marocko), Marrakech Art Fair
- 2012 : Saint-Cyr-sur-Mer (Frankrike), Grand Hôtel Les Lecques
- 2012 : Stockholm (Sverige), La Petite Galerie Française
- 2012 : Kanton (Kina), Canton Art Fair
- 2012 : Paris (Frankrike), Salon d'Automne - Grand Palais
- 2013 : Hongkong (Kina), Asia Contemporary Art Show, JW Marriott hotel

## Offentliga samlingar
Sedan 2000 : Musée d’art moderne de Chateauneuf-le-Rouge

## Utmärkelser
- 1955 : Medalj från staden Aix-en-Provence
- 1989 : Medalj från staden Bordeaux